# Murphy Oil
Murphy Oil Corporation — американская нефтяная компания. Штаб-квартира находится в городе Эль-Дорадо, штат Арканзас. Компания занимает 415 место в Fortune Global 500  (2011 год).

## Деятельность компании

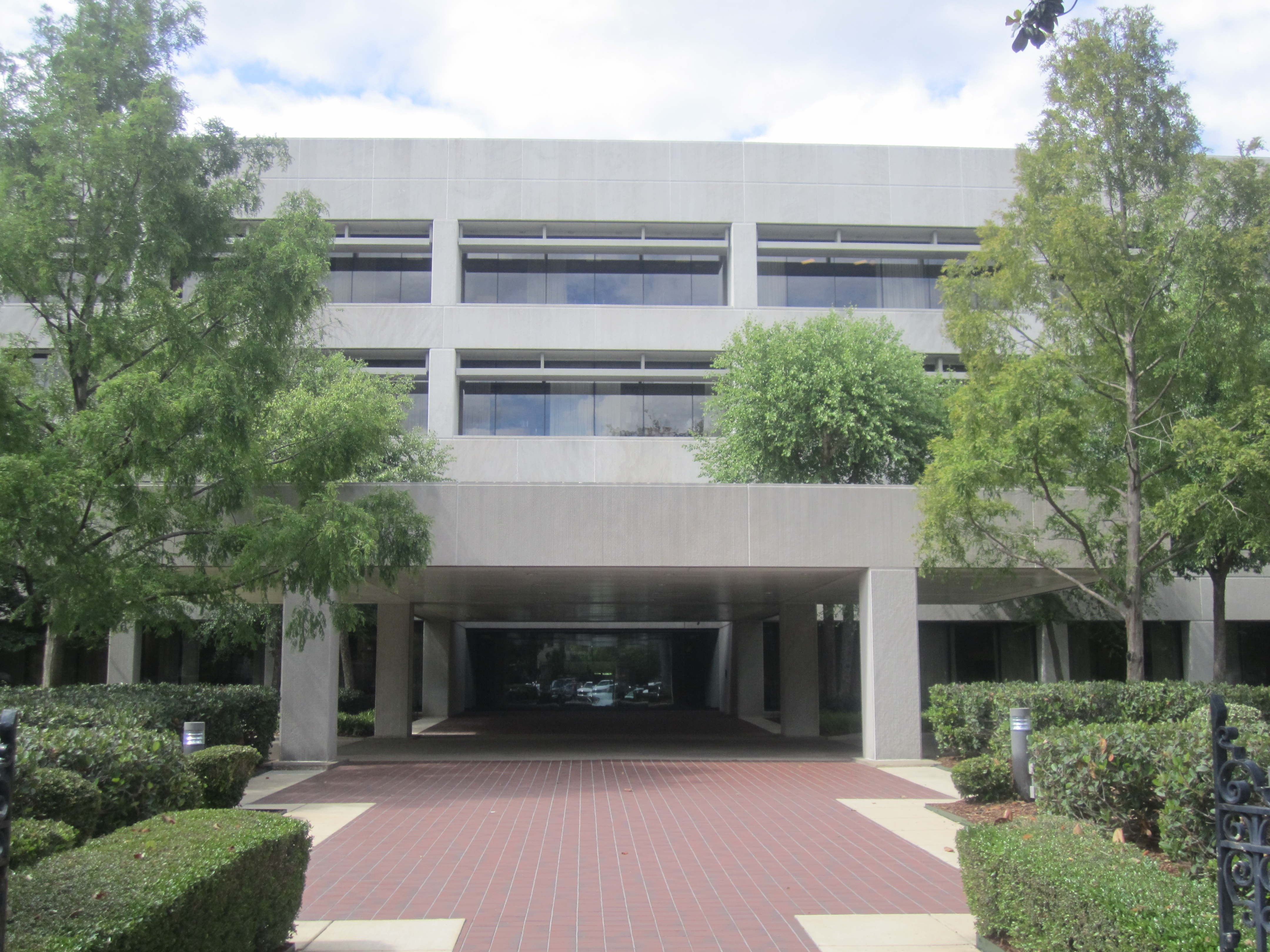
Штаб-квартира компании

Murphy Oil работает в США, Канаде, Малайзии, Брунее, Ираке и многих других странах.
Компания является партнёром Hibernia Oil в добыче нефти от Ньюфаундленда до Лабрадора.
Компания имеет сеть АЗС на юго-востоке и западе США.